# Titularbistum Moglaena
Moglaena (ital.: Moglena) ist ein Titularbistum der römisch-katholischen Kirche. 
Es geht zurück auf ein früheres Bistum der antiken Stadt Florina in Griechenland. Das Bistum gehörte der Kirchenprovinz Achrida an.
| Titularbischöfe von Moglaena |                           |                                                                                     |                   |                  |
| Nr.                          | Name                      | Amt                                                                                 | von               | bis              |
| 1                            | Giovanni Suciu            | Apostolischer Administrator von Făgăraș und Alba Iulia (Rumänien)                   | 25. Mai 1940      | 27. Juni 1953    |
| 2                            | Antonio Corso             | Weihbischof in Montevideo (Uruguay)                                                 | 30. Juli 1958     | 26. Februar 1966 |
| 3                            | Edward Cornelius O’Leary  | Weihbischof in Portland (USA)                                                       | 16. November 1970 | 16. Oktober 1974 |
| 4                            | Jean Khamsé Vithavong OMI | Apostolischer Koadjutorvikar von Vientiane Apostolischer Vikar von Vientiane (Laos) | 19. November 1982 | 8. Dezember 2024 |